# Иванов, Николай Владимирович (футболист)
Николай Владимирович Иванов (бел. Мікалай Уладзіміравіч Іваноў; род. 2 января 2000, Минск) — белорусский футболист, полузащитник мозырской «Славии».

## Карьера

### «Динамо» Минск

#### Начало карьеры
Начинал заниматься футболом в РЦОР-БГУ. Позже футболист перешёл в минское «Динамо», где продолжил выступать на юношеском уровне. В 2017 году футболист стал выступать за дублирующий состав. За основную команду клуба футболист дебютировал 9 июля 2017 года в матче Кубка Беларуси против «Чисти» выйдя на замену на 76 минуте. В июле 2018 года вместе с клубом отправился на квалификационный матч Лиги Европы УЕФА против ирландского клуба «Дерри Сити», однако остался на скамейке запасных. Дебютный матч в чемпионате футболист сыграл 22 июня 2019 года против жодинского «Торпедо-БелАЗ», выйдя на замену на 78 минуте. В июле 2019 года футболист вместе отправился на квалификационные матчи Лиги Европы УЕФА, однако остался на скамейке запасных. Закрепиться в основной команде клуба у футболиста так и не вышло, преимущественно выступая за дублирующий состав.

#### Аренда в «Гомель»
В январе 2020 года футболист на правах арендного соглашения присоединился к «Гомелю», соглашение с которым было рассчитано до конца сезона. Дебютировал за клуб футболист 18 апреля 2018 года в матче против новополоцкого «Нафтана», выйдя на замену на 81 минуте. Дебютным забитым голом за клуб футболист отличился 17 мая 2020 года в матче против речицкого «Спутника». По итогу сезона футболист вместе с клубом стал серебряным призёром чемпионата, заработав себе прямое повышение в высший дивизион. На протяжении сезона футболист выступал за клуб в роли одного из основных игроков, отличившись 3 забитыми голами и 4 голевыми передачами. По окончании срока арендного соглашения футболист покинул гомельский клуб, вернувшись в минское «Динамо».

#### Аренда в «Ислочь»
В начале 2021 года футболист начинал подготовку к новому сезону в составе минского «Динамо». В марте 2021 года футболист на правах арендного соглашения присоединился к «Ислочи», соглашение с которой было подписано до конца сезона. Дебютировал за клуб футболист 3 апреля 2021 года в матче против солигорского «Шахтёра», выйдя на замену на 55 минуте. Однако закрепиться в основной команде клуба у футболиста не получилось, отправившись выступать за дублирующий состав. За первую половину сезона футболист провёл всего лишь 2 матча в рамках чемпионата, результативными действиями не отличившись. В июле 2021 года футболист покинул клуб.

#### Аренда в «Нафтан»
В июле 2019 года футболист на правах арендного соглашение присоединился к новополоцкому «Нафтану», соглашение с которым было рассчитано до конца сезона. Дебютировал за клуб футболист 24 июля 2021 года в матче против могилёвского «Днепра», выйдя на замену на 82 минуте. Первым результативным действием за клуб футболист отличился 29 августа 2021 года в матче против гомельского «Локомотива», отдав голевую передачу. Дебютным забитым голом за клуб футболист отличился 16 октября 2021 года в матче против «Слонима-2017». По итогу сезона футболист вместе с клубом завершил чемпионат на итоговом восьмом месте в турнирной таблице. На протяжении сезона футболист выступал за новополоцкий клуб в роли одного из основных игроков, отличившись 2 забитыми голами и голевой передачей. По окончании срока арендного соглашения футболист покинул клуб.

#### Аренда в «Минск»
В январе 2022 года футболист отправился на просмотр в могилёвский «Днепр». Однако в скором времени вернулся назад в распоряжение минского «Динамо», где отправился в дублирующий состав. В марте 2022 года футболист на правах арендного соглашения присоединился к столичному «Минску», соглашение с которым было рассчитано до коцна сезона. Дебютировал за клуб футболист 3 апреля 2022 года в матче против «Витебска», выйдя на замену на 73 минуте. По итогу сезона футболист вместе с клубом завершил чемпионат на итоговом шестом месте в турнирной таблице. На протяжении сезона футболист выступал за клуб в роли игрока замены, вторую половину сезона проведя преимущественно на скамейке запасных, результативными действиями не отличившись. В декабре 2022 года футболист покинул минский клуб по окончании срока арендного соглашения. Также футболист в скором времени покинул и минское «Динамо». 

### «Макслайн»
В марте 2023 года футболист на правах свободного агента присоединился к рогачёвскому «Макслайну», подписав контракт до конца сезона. Дебютировал за клуб футболист 1 апреля 2023 года в матче против «Слонима-2017», выйдя на поле в стартовом составе, также отличившись своими дебютными забитыми голами, оформив дубль и отдав 2 голевые передачи. В матче 18 ноября 2023 года против гомельского «Локомотива» футболист отличился 3 голевыми передачами. По итогу сезона футболист вместе с клубом завершил чемпионат на итоговом пятом месте в турнирной таблице. На протяжении сезона футболист выступал за клуб в роли одного из основных игроков, отличившись 8 забитыми голами и 9 голевыми передачами. По окончании сезона футболист покинул рогачёвский клуб.

### «Машук-КМВ»
В феврале 2024 года футболист на правах свободного агента присоединился к российскому клубу «Машук-КМВ». Дебютировал за клуб футболист 2 марта 2024 года в матче против ульяновской «Волги», выйдя на поле в стартовом составе. Первым результативным действием за клуб футболист отличился 7 апреля 2024 года в матче против омского «Иртыша», отдав голевую передачу. Дебютным забитым голом за клуб футболист отличился 15 мая 2024 года в матче против дзержинского «Химика», который попал в список рекордов России как самый быстрый, отличившись на 4 секунде матча. По итогу сезона футболист вместе с клубом стал бронзовым призёром чемпионата. На протяжении сезона футболист выступал за клуб в роли одного из ключевых игроков, отличившись забитым голом и 2 голевыми передачами. В июле 2024 года появилась информация, что футболист покинет российский клуб из-за недопонимания с тренерским штабом.

### «Макслайн»
В июле 2024 года футболист на правах свободного агента присоединился к витебскому «Макслайну», подписав контракт до конца сезона. Первый матч за клуб футболист сыграл 14 июля 2024 года в рамках Кубка Беларуси против новополоцкого «Нафтана», выйдя на замену на 60 минуте, также отличившись своими первыми забитыми голами, оформив дубль. Первый матч в чемпионате футболист сыграл 21 июля 2024 года против «Островца», выйдя на поле в стартовом составе. Первым результативным действием в чемпионате футболист отличился 31 августа 2024 года в матче против «Слонима-2017», отдав голевую передачу. По итогу сезона футболист вместе с клубом стал серебряным призёром чемпионата, заработав себе право на повышение в высший дивизион. На протяжении сезона футболист выступал за клуб в роли ключевого игрока, отличившись 3 забитыми голами и 2 голевыми передачами во всех турнирах. В декабре 2024 года футболист покинул витебский клуб по окончании срока действия контракта.

### «Славия-Мозырь»
В январе 2025 года футболист отправился на просмотр в мозырскую «Славию». Официально футболист 31 января 2025 года на правах свободного агента присоединился к мозырскому клубу, подписав контракт до конца сезона. Дебютировал за клуб футболист 14 марта 2025 года в матче против «Ислочи», выйдя на поле в стартовом составе. Дебютным забитым голом за клуб футболист отличился 27 июня 2025 года в матче против столичного «Минска».

## Международная карьера
В 2017 году вызывался в юношескую сборную Беларуси до 18 лет. Дебютировал за неё 11 сентября 2017 года в товарищеском матче против сборной Армении. В 2018 году вызывался в юношескую сборную Беларуси до 19 лет. В сентябре 2018 года вызвался для участия в квалификации на юношеский чемпионат Европы до 19 лет.